# Gottlieb Schwalbe
Johann Georg Gottlieb Schwalbe (* 2. April 1830 in Friesau; † 29. April 1907 in Ebersdorf) war ein deutscher Pfarrer und Politiker.

## Leben
Schwalbe war der Sohn des Schneidermeisters Johann Nicol Schwalbe in Friesau und dessen Ehefrau Marie Henriette Dorothea geborene Schmidt aus Friesau. Er war evangelisch-lutherischer Konfession und heiratete am 28. November 1867 in Fröbersgrün Marie Hedwig Elise Hoffmann (* 25. Dezember 1829 in Zoppoten), die jüngste Tochter des Pfarrers in Zoppoten Carl Heinrich Hoffmann.
Schwalbe studierte bis 1855 Theologie und wurde dann Kandidat der Theologie. 1855 bis 1857 arbeitete er als Lehrer an der Realschule in Posen, bevor er am 20. Oktober 1858 eine Stelle als Lehrer in Burgkhammer annahm und gleichzeitig mit der vikarischen Betreuung der Pfarrstelle in Zoppoten beauftragt wurde. 1859 wurde er ordiniert. Seit Dezember 1867 war er Pfarrer in Zoppoten und seit 1883 Pfarrer in Friesau. Zum 10. November 1894 erfolgte die Emeritierung.
Vom 7. August bis zum 18. Oktober 1867 war er als Stellvertreter von Franz Hoffmann Abgeordneter im Greizer Landtag.